# Samuel Nascimento
Samuel Nascimento (Guarulhos, 19 ottobre 1990) è un attore e cantante brasiliano.
È conosciuto principalmente per aver recitato nella telenovela argentina Violetta, che gli ha fatto vincere un premio ai Kids' Choice Awards Argentina.

## Biografia
Nato nel 1990, è figlio di Rute Da Silva Nascimento, di professione insegnante, e di Antônio Carlos Nascimento, il quale lavora nel campo della metallurgia. Ha due sorelle maggiori.
Ha iniziato la sua carriera cantando in alcuni cori parrocchiali, successivamente ha fatto parte di alcuni gruppi musicali. All'età di 17 anni ha imparato a suonare la chitarra e, intorno a questo periodo, fa parte di alcuni gruppi di danza di strada di Guarulhos, sua città natale.
Nel 2003 ha gareggiato nel talent show di SBT Popstars, ma nella semifinale è stato eliminato. Nel 2008, invece, ha partecipato a HSM - A Seleção, concorso televisivo realizzato da Disney Channel Brasile: arrivato finalista, è riuscito a prendere parte al film relativo intitolato High School Musical: O Desafio nel ruolo di Samuel.
Dall'anno successivo è stato protagonista della serie Quando Toca o Sino, dove ha impersonato un DJ: Nascimento ha recitato in tutte e tre le stagioni e cantato alcuni brani negli album relativi che ne sono stati tratti. Finita questa esperienza, nel 2012 è stato scelto per partecipare alla telenovela argentina Violetta impersonando Broduey, ruolo nel quale verrà riconfermato per tutte e tre le stagioni. Nascimento è apparso anche nel tour della serie.
Nascimento ha lavorato nella seconda stagione della telenovela Soy Luna.

## Filmografia

### Cinema
- Violetta l'evento (2013)
- Violetta: en Concierto (2014)
- Violetta – Backstage Pass (2014)

### Teatro
- Violetta - Il concerto (Violetta en vivo) (2013-2014)

### Televisione
- Popstars - programma TV (2003)
- HSM - A Seleção - programma TV (2008)
- High School Musical: O Desafio - film TV (2009)
- Quando Toca o Sino - serie TV (2009-2012)
- Peter Punk - serie TV (2012)
- Violetta - serie TV (2012-2014)
- Soy Luna (2016-2017)
- GO! Vivi a modo tuo

## Discografia

### Compilation
- 2009 - Quando Toca o Sino (Walt Disney Records)
- 2010 - High School Musical: O Desafio (Walt Disney Records)
- 2011 - Quando Toca o Sino 2 (Walt Disney Records)
- 2012 - Violetta (Walt Disney Records)
- 2012 - Violetta: La musica è il mio mondo (Walt Disney Records)
- 2013 - Hoy somos más (Walt Disney Records)
- 2013 - Violetta: Noi siamo V-Lovers (Walt Disney Records)
- 2013-2014 - Violetta - Il concerto (Walt Disney Records)
- 2013 - Violetta - Le canzoni più belle (Walt Disney Records)

## Premi e candidature
- Kids' Choice Awards Argentina
  - 2013 Attore di reparto preferito Violetta[1].